# Itaúna do Sul
Itaúna do Sul este un oraș în Paraná (PR), Brazilia.